# Consejería de Justicia y Administración Pública de la Junta de Andalucía
La Consejería de Justicia y Administración Pública fue una consejería de la Junta de Andalucía. Su última consejera y máxima responsable fue Begoña Álvarez Civantos. Esta consejería aunaba las competencias autonómicas referidas a justicia y administración pública. Tenía su sede en la Plaza de Gavidia de Sevilla.
En marzo de 2010 fue disuelta, pasando el área de Justicia a la nueva consejería de Gobernación y Justicia y el área de Administración Pública a la consejería de Hacienda.

## Entes adscritos a la consejería
- Instituto Andaluz de Administración Pública

## Lista de consejeros de Justicia y Administración Pública
- Séptimo gobierno autonómico (2000-2004):[2] Carmen Hermosín Bono / Jesús María Rodríguez Román
- Octavo gobierno autonómico (2004-2008): María José López González
- Noveno gobierno autonómico (2008-2009): Evangelina Naranjo Márquez (2009-2010): Begoña Álvarez Civantos